# Sándor Zsótér
Sándor Zsótér (Budapest, 20 giugno 1961) è un attore, direttore teatrale e impresario teatrale ungherese.

## Biografia
Figlio di Sándor Zsótér Sr. ed Éva Mali, ha studiato presso l'Accademia di teatro e cinema di Budapest, diplomandosi nel 1983, anno in cui ha iniziato a esibirsi al teatro Hevesi Sándor di Zalaegerszeg, dove è rimasto fino al 1985. Ha poi recitato al Teatro Szigligeti Szolnok nella stagione teatrale 1985-86, al Teatro Miklós Radnóti di Budapest tra il 1986 e il 1990 e, tra il 1990 e il 1992, al Teatro Zsigmond Móricz a Nyíregyháza. Tra il 1992 e il 1994 è stato direttore del Teatro Nazionale di Miskolc e, tra il 1994 e il 1996, è stato l'organizzatore principale del Teatro Szigligeti Szolnok. Dal 1996 è insegnante presso l'Accademia di teatro e cinema di Budapest. Nel 1996 ha diretto il Teatro Nazionale di Szeged e nel 1999 il Teatro Miklós Radnóti.
Nel 2006 gli è stato assegnato il Premio Kossuth . Dal 2008 lavora presso il Teatro Géza Gárdonyi di Eger.
Al cinema ha ottenuto il suo primo ruolo importante in Miss Arizona. Nel 2015 è stato uno degli interpreti principali della pellicola Il figlio di Saul, premiata a Cannes e vincitrice dell'Oscar al miglior film straniero.